# Cristóvão Canhavato

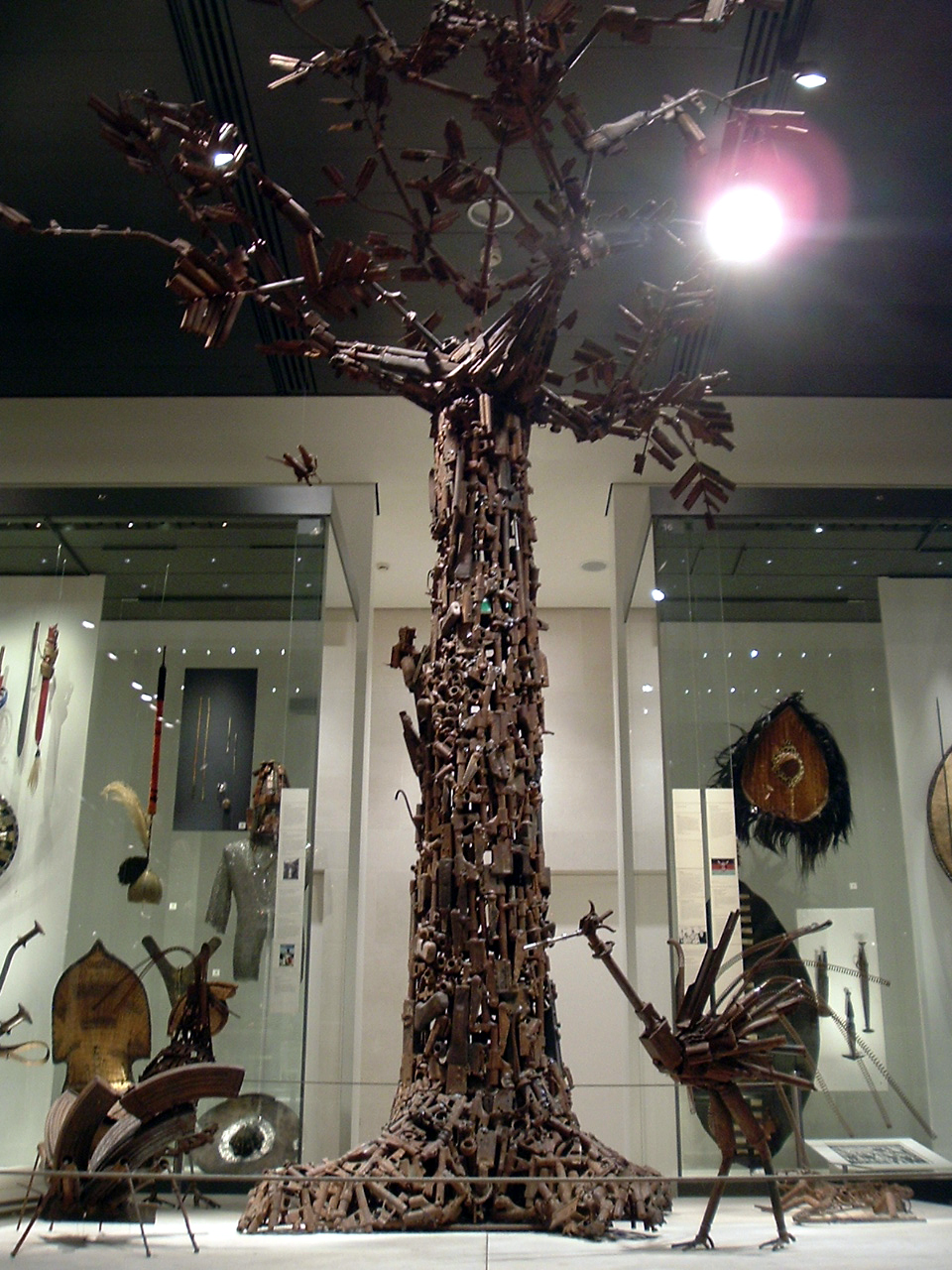
Tree of Life

Cristóvão Estavão Canhavato, född 15 juli 1966 i Zavala i Moçambique, är en moçambikansk skulptör.
Cristóvão Canhavato utbildade sig först till ingenjör, och anslöt sig till konstnärskollektivet Associação Núcleo de Arte i Maputo 1998. Han fick sin konstnärliga utbildning inom konstnärskollektivet, i vilket han ingår under artistnamnet Kester.
Cristóvão Canhavatos tronstol av vapen från de väpnade konflikterna i Moçambique under 1970- och 1980-talen, Throne of weapons, inköptes av British Museum i London 2002. Denna avhandlades som en av 100 artefakter i radioprogramserien A History of the World in 100 Objects, som producerades från 2010 tillsammans av BBC och British Museum. År 2005 köpte British Museum också in Tree of Life, skapat av Kester, Hilario Nhatugueja, Fiel dos Santos och Adelino Serafim Maté i Associação Núcleo de Arte.